# Markus Eggler
Markus Eggler (ur. 22 stycznia 1969 w Thun) – szwajcarski curler, pierwszy męski multimedalista igrzysk olimpijskich w curlingu, zdobył dwukrotnie brązowe medale w 2002 i 2010, mistrz świata 1992. Eggler zaczął grać w curling dzięki swojemu ojcu i bratu, pierwszy raz wypuścił kamień w 1978.

## Kariera juniorska
Na arenie międzynarodowej pojawił się po raz pierwszy w MŚJ 1986. Jako skip reprezentacji doszedł do meczu tie-breaker, jednak przegrał go i zajął 5. miejsce. Rok później dotarł do małego finału, uległ tam Norwegom 3:7. Po roku przerwy wystąpił w Mistrzostwach Świata Juniorów 1989, zdobył tam brązowy medal po wygranej 5:2 nad Szkotami.

## Kariera seniorska
Eggler po dwóch latach zadebiutował w mistrzostwach świata, na zawodach w Winnipeg zajął 5. miejsce. Rok później jego drużyna zakwalifikowała się do fazy play-off, w meczu półfinałowym pokonała Amerykanów 8:6 i w finale Szkotów 6:3. Eggler zdobył swój pierwszy i jak dotąd jedyny złoty medal.
Dwa następne występy Szwajcarów wraz z Markusem zakończyły się zdobyciem brązowych medali ME 1992 i MŚ 1994. Eggler po 6 latach przerwy zagrał jako trzeci u Andreasa Schwallera w Mistrzostwach Europy 2000. Szwajcarzy dotarli do małego finału, gdzie ulegli Szwedom (Peja Lindholm) 7:10.
W tym samym sezonie jako otwierający grał na MŚ 2001 w zmienionej drużynie Andreasa, ze skipem Christofem Schwallerem. W półfinale zespół pokonał Kanadyjczyków (Randy Ferbey) 6:5, w meczu o złoto przegrał z drużyną Pei Lindholma 3:6. W sezonie 2001/2002 przewodnictwo w zespole powróciło do Andreasa, a Eggler zajął 2. pozycję. Szwajcaria obroniła srebrny medal na Mistrzostwach Europy 2001, w finale ponownie przegrała ze szwedzką drużyną Lindholma (4:5).
Eggler reprezentował kraj na Zimowych Igrzyskach Olimpijskich 2002. Zespół Schwallera z 3. miejsca zakwalifikował się do fazy play-off, w półfinale przegrał z późniejszymi mistrzami olimpijskimi Norwegami (Pål Trulsen) 6:7. W małym finale Szwajcarzy ponownie grali przeciwko Szwedom (Peja Lindholm), w Salt Lake City przełamali złą passę w kluczowych spotkaniach ze Szwecją, zdobyli brązowe medale po wygranej 7:3.
Dalsze występy Egglera w ME 2004 i MŚ 2005 kończyły się odległymi 7. miejscami. W 2006 Eggler dołączył do drużyny Ralpha Stöckliego. Z nową ekipą wystąpił na Mistrzostwach Świata 2007 i 2009. Dochodził wówczas do dolnego meczu play-off przeciwko Niemcom (Andreas Kapp, 4:6) i małego finału 2009, gdzie przegrał przeciwko Norwegom (Thomas Ulsrud) 4:6.
W październiku 2009 zespół Stöckliego wygrał krajowe eliminacje olimpijskie. W grudniu Szwajcarzy z Egglerem jako skipem dotarli do finału ME, zmierzyli się tam ze Szwedami (Niklas Edin), wynikiem 5:6 zdobyli srebrne medale.
Na Zimowych Igrzyskach Olimpijskich 2010 kapitanem też był Markus Eggler. W turnieju olimpijskich zespół przegrał w półfinale z Norwegią (Thomas Ulsrud) 5:7, w małym finale Szwajcarzy zrewanżowali się Niklasowi Edinowi za finał Mistrzostw Europy i wynikiem 5:4 zdobyli brązowe medale. Eggler został pierwszym mężczyzną z dwoma medalami zimowych igrzyskach olimpijskich w curlingu, kilka godzin później dołączyli do niego Kevin Martin i Torger Nergård.
23 marca 2010 Eggler wraz z Ralphem Stöcklim ogłosił swoją, co najmniej roczną, przerwę w grze w curling.

## Wielki Szlem
| Turniej                | 2004/2005 | 2006/2007 | 2008/2009 | 2009/2010 |
| ---------------------- | --------- | --------- | --------- | --------- |
| Canadian Open          | A         | A         | A         | A         |
| Masters of Curling     | A         | A         | x         | x         |
| The National           | x         | x         | A         | A         |
| Players’ Championships | A         | A         | A         | A         |

| A  | = nie uczestniczył                         |
| x  | = nie zakwalifikował się do fazy finałowej |
| QF | = ćwierćfinał                              |
| SF | = półfinał                                 |
| F  | = finał                                    |
| W  | = zwycięstwo                               |

## Drużyna
| [ 20 ]    | Czwarty            | Trzeci             | Drugi            | Otwierający        |
| --------- | ------------------ | ------------------ | ---------------- | ------------------ |
| 2006/2010 | Ralph Stöckli      | Jan Hauser         | Markus Eggler    | Simon Strübin      |
| 2006/2007 | Ralph Stöckli      | Markus Eggler      | Rouven Welschen  | Simon Strübin      |
| MŚ 2005   | Andreas Schwaller  | Markus Eggler      | Marco Ramstein   | Christof Schwaller |
| ME 2004   | Andreas Schwaller  | Christof Schwaller | Markus Eggler    | Marco Ramstein     |
| 2003/2004 | Markus Eggler      | Andreas Oestreich  | Damian Grichting | Ren Rindlisbacher  |
| 2001/2002 | Andreas Schwaller  | Christof Schwaller | Markus Eggler    | Damian Grichting   |
| MŚ 2001   | Christof Schwaller | Andreas Schwaller  | Damian Grichting | Markus Eggler      |
| ME 2000   | Andreas Schwaller  | Markus Eggler      | Damian Grichting | Christof Schwaller |
| MŚ 1994   | Markus Eggler      | Dominic Andres     | Stefan Hofer     | Björn Schröder     |
| ME 1993   | Markus Eggler      | Dominic Andres     | Björn Schröder   | Stefan Hofer       |
| 1991/1992 | Markus Eggler      | Frédéric Jean      | Stefan Hofer     | Björn Schröder     |
| 1987/1989 | Markus Eggler      | Marc Haudenschild  | Frank Kobel      | Reto Huber         |
| 1986      | Markus Eggler      | Andreas Stubing    | Daniel Bugmann   | Pascal Jeanneret   |